# Скилет
Скилет (на английски: Skillet) е американска рок група основана в САЩ през 1996 г. Групата изпълнява музика в стиловете рок, християнски рок, християнски метъл, ню метъл и други.

## Биография
Рок групата Скилет е основана от Джон Купър (вокалист на групата от Тенеси – Серап) и Кен Стеърс, който е един от китаристите на Ърджънт край (Urgent cry). Двете групи са имали взаимни участия. Именно това запознава двамата основатели на групата. Името на групата е възникнало като на шега между рок музикантите. Самият Джон Купър и до днес от части не харесва името на групата.

### Групата днес
Джен Ледгер е част от група Скилет от 2008 г. Освен че е беквокал, свири и на барабани. През 1999 г. към групата се присъединява Кори Купър, която свири на клавиши и на китара.

## Дискография
- Skillet (1996)
- Hey You, I Love Your Soul (1998)
- Invincible (2000)
- Alien Youth (2001)
- Collide (2003)
- Comatose (2006)
- Awake (2009)
- Rise (2013)
- Unleashed (2016)
- Victorious (2019)

## Състав
| Настоящи членове - Джон Купър – вокали, бас (1996– ) - Кори Купър – китара, клавиши (1999– ) - Джен Леджър – барабани (2008– ) - Сет Морисън – китара (2011– ) |  | Предишни членове - Кен Стеърс – китара (1996 – 1999) - Трей Маклъркин – барабани (1996 – 2000) - Кевин Халънд – китара (1999 – 2001) - Лори Питърс – барабани (2000 – 2007) - Бен Касика – китара (2001 – 2011) - Джонатан Салас – китара (2011) |